# Henrich Stoffregen
Henrich Stoffregen (* ? aus Hesborn; † 4. August 1628 in Hallenberg), hingerichtet in den Hexenverfolgungen in Westfalen. 

## Hexenprozesse in Hallenberg
Um 1600 lebten in dem kleinen Ort Hallenberg 500 Einwohner. Über 200 Menschen gerieten von 1591 bis 1717 in Hexenverfahren, sodass viele der 110 Familien betroffen waren. Die Initiative zu den Hexenverfolgungen ging sowohl vom Rat der Stadt als auch von den Bürgern aus, die sich mehrfach an die kurfürstliche Verwaltungsbehörde in Arnsberg wandten und um Einsetzung eines Hexeninquisitors baten (1616, 1619, 1628, 1659, 1669 und 1717). 
Henrich Stoffregen war einer von mindestens 43 Menschen, die in den örtlichen Hexenprozessen ihr Leben verloren (eine höhere Dunkelziffer wird angenommen, bei vielen Prozessen ist der Ausgang unklar). Unter 35 Hexenjustizopfern, deren Geschlecht bekannt ist, befanden sich 14 Männer (40 %). Mindestens 20 Personen verloren ihre Heimat durch Flucht bzw. Ausweisung. Alle Schichten der Ortsgesellschaft waren betroffen: von der einfachen Magd bis zum Bürgermeister. Die Stadtbücher erwähnen, dass auch „vornehmbste Häuser“ durch den Hexenwahn zerstört wurden. Bis zur Hälfte diente das Vermögen der Opfer zur Finanzierung der Prozesskosten.
Wie Henrich Stoffregen stammten viele Beschuldigte aus umliegenden Ortschaften: Hesborn (13), Liesen (10), Züschen (6), Bromskirchen (6), Braunshausen (4), Neukirchen (3), Dreislar, Rengershausen und Wunderthausen (je 2), Dodenau, Frankenberg, Medelon, Oberkirchen und Winterberg (je 1).
Der Prozess gegen Henrich Stoffregen wurde vor dem kurfürstlichen Schöffengericht in Hallenberg verhandelt, welches öffentlich vor dem Rathaus tagte (damals auf dem Marktplatz). Als Gefängnisse dienten die Torhäuser der Ober- und Unterpforte, der Turm der Stadtbefestigung am Burgplatz (Hexenturm) und das Rathaus. Die Hinrichtungen fanden öffentlich am Richtplatz Galgenbüsche statt (an der Straße nach Somplar).

## Prozess gegen Henrich Stoffregen
Henrich Stoffregen wohnte in Hesborn. Es kamen Gerüchte auf, dass er ein Zauberer und Werwolf sei. Aufgrund dieser bösen Nachreden verließ er den Ort und bat den Amtsrichter Arnold Knipschild im Amt Medebach um ein Bittschreiben an die Ratsherren von Hallenberg, ihn als Bürger aufzunehmen. Mit Weib und Kindern kam er von Hesporn nach Hallenberg. Doch hartnäckig hielten sich auch hier die Gerüchte, er sei ein Zauberer und Werwolf.
Als etliche Rinder aus der Viehherde des David Heinemann gerissen wurden, beschuldigte der Viehbesitzer den Henrich Stoffregen, für den Tod der Tiere verantwortlich zu sein. Auf der Straße kam es zum Streit. Schließlich sagte Stoffregen, er wolle ihm auch keinen Schaden mehr zufügen. Doch durch diese Äußerung geriet er erst recht in Verdacht, als „Zauberer und Werwolf“ für die Todesfälle des Viehs verantwortlich zu sein. Stoffregen wurde inhaftiert und dem peinlichen Verhör unterzogen. Unter der Folter gestand er, er sei von Gott abgefallen und habe sich dem Teufel ergeben. Er habe das gräuliche Laster der Zauberei erlernt, am Hexentanz teilgenommen, Schadenzauber verübt und Menschen als auch Vieh Schaden zugefügt und ums Leben gebracht. Unter der Marter denunzierte er 15 Personen als angebliche Zauberer und Hexen. 
Am 4. August 1628 wurde Henrich Stoffregen in Hallenberg zum Tod auf dem Scheiterhaufen verurteilt: „erm[elter] B[eklagte]r gegen Gottes gebott höchlich gesündiget, und Gott dem almechtigen abgefallen und sich dem leidigen teuffell ergeben, auch das greulich laster der zauberey gelernet, und damit Menschen auch ihrem viehe schaden zugefügt, undt umbs leben gebracht habe, das er deswegen zu wolverdienter straffe, auch anderen zum abscheulichen Exempell nach lautt hochstgedachter p[einlicher] halsgericht ordn[ung] mit dem feur vom leben zum tode und der corper zu aschen zu verbrennen, zu verdammen und hin zu weisen sey, als er dan auch zu solcher straff hiemt verdampt undt hingewiesen wirdt, und das alles von rechts wegen.“
Aus Gnade wurde er zuerst enthauptet und sein Körper anschließend verbrannt. Als Rechtsgrundlage nannte das Urteil die Constitutio Criminalis Carolina (Peinliche Halsgerichtsordnung) von Kaiser Karl V. (HRR) von 1532, wonach Schadenzauber und Hexerei als Kriminalverfahren mit dem Feuertod zu bestrafen waren.

## Rehabilitation der Opfer der Hexenprozesse
Am 14. September 2011 beschloss der Rat der Stadt Hallenberg, die Opfer der Hexenprozesse aus moralischen Gründen zu rehabilitieren und ihnen die Menschenwürde zurückzugeben.